# Mychajło Strutynski
Mychajło Strutynski, ukr. Михайло Струтинський, pol. Michał Strutyński (ur. 3 grudnia 1888 w Podmichalu w powiecie kałuskim, zm. w końcu czerwca 1941 we Lwowie) — ukraiński działacz społeczny i polityczny, dziennikarz, członek początkowo UNDP, od 1919 - UNTP (od 1922 jej sekretarz), od 1925  w Ukraińskim Zjednoczeniu Narodowo-Demokratycznym (UNDO). Poseł na Sejm RP II kadencji (1928-1930).

## Życiorys
Ukończył studia na Wydziale Filozoficznym Uniwersytetu Lwowskiego, studiował również w Wiedniu, później poświęcił się dziennikarstwu. Jeden z inicjatorów powołania Ukraińskiego Zjednoczenia Narodowo-Demokratycznego (UNDO). Zastępca sekretarza generalnego i członek egzekutywy UNDO. W latach 1928—1930 poseł na Sejm z ramienia UNDO. Członek prezydium Ridnoj Szkoły,  członek zarządu Towarzystwa Naukowego im. Szewczenki, członek zarządu Proswity, członek zarządu Towarzystwa Cerkiewnego im. Petra Mohyły. 
W wyborach 1928 roku wybrany na posła na Sejm RP z listy państwowej Bloku Mniejszości Narodowych.
Strutynśkyj był redaktorem wielu gazet i magazynów:
- Szliachy (1913), Swoboda, Republika  (1919) – wszystkie w Stanisławowie;
- Żyttja i Mystectwo (1920), Ukrajinśkyj Wisnyk (1921), Diło  (1923), Nasz Prapor (1924), Ridna Szkoła  (1927) – wszystkie we Lwowie;
- Ukrainśkyj hołos (1927) w Przemyślu.

Był również współredaktorem dziennika Nowyj Czas i współpracownikiem kilku innych.
Zamordowany przez NKWD w ostatnich dniach czerwca 1941 we Lwowie w czasie masakr więziennych.